# Corredor (soldado)
Antiguamente, se llamaron corredores a los cazadores, batidores, guerrillas extendidas, forreajeadores, flanqueadores, etc. de los ejércitos.

El Duque de Alba recogió sus corredores y mandó mover su peonaje muy despacio á la ordenanza
Ayora, Cartas

Los corredores eran soldados que realizaban reconocimientos en el campo enemigo. Pardo Ribadeneira en su traducción de Jorge Basta (1624) titula el cap. 7º De los corredores

Hay una costumbre asi antigua como necesaria de enviar algún numero de gente delante del ejército para descubrir al enemigo de lejos y que den aviso para que no seamos asaltados ó acometidos de improviso. Si el capitán de los tales corredores tuviese la destreza para reconocer la situación de un puesto, juzgar cualquiera distancia y discernir el número de una tropa haria cada dia mayores servicios á su superior